# Paul Gorge

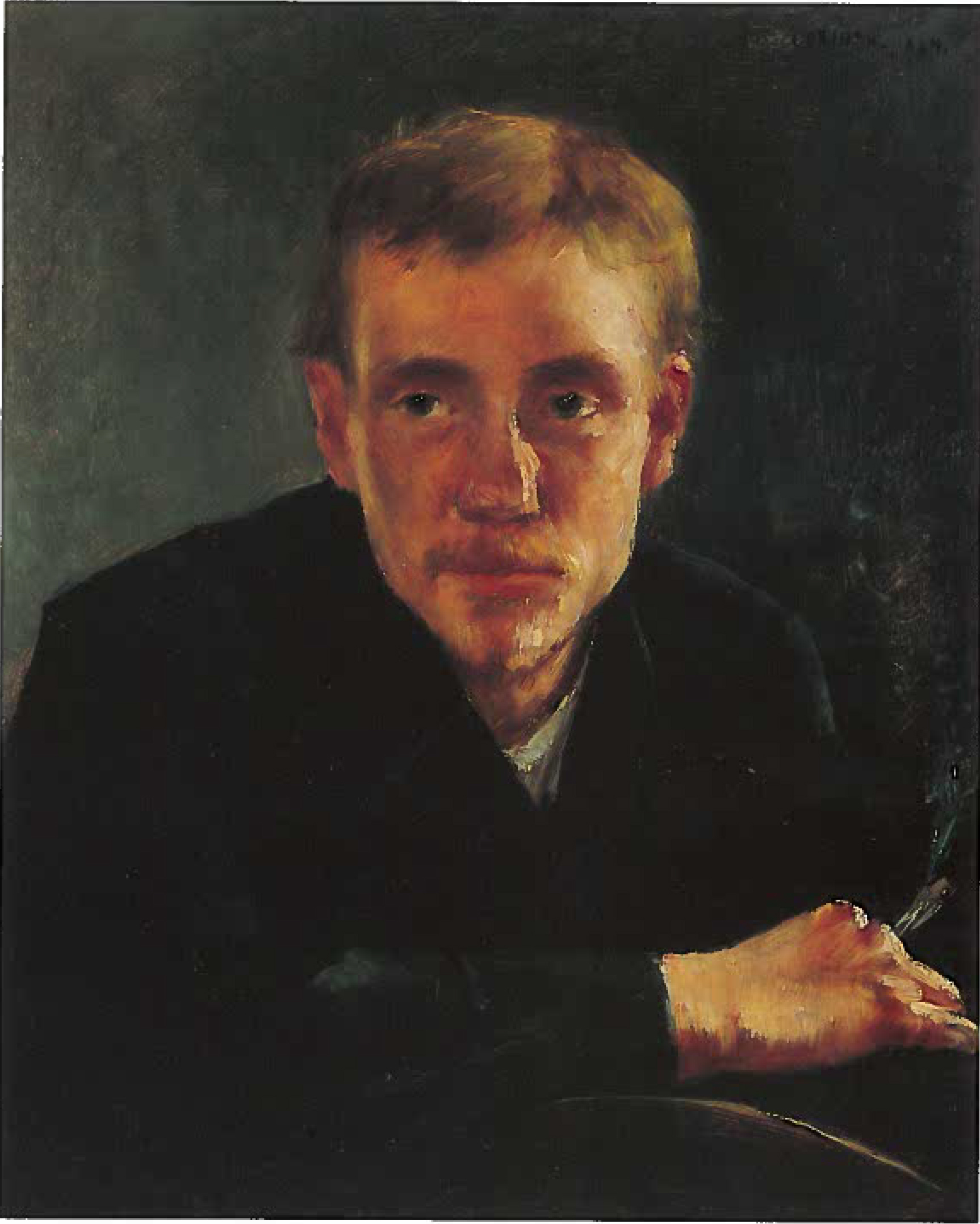
Lovis Corinth: Porträt Eugène Gorge (1884)

Paul Eugène Gorge (Antwerpen, 23 maart 1856 - Berchem, 14 november 1941) was een Belgisch kunstschilder.

## Levensloop
Hij was leerling aan de Academie van Antwerpen. Hij schilderde voornamelijk genretaferelen, landschappen en interieurs.
Gorge werd lid van de kunstenaarsvereniging Als ik Kan heel kort na de stichting in 1883. Hij was van 1887 tot 1889 penningmeester van de vereniging en vanaf 1891 secretaris.
Lovis Corinth logeerde bij hem in 1884 toen die aan de Academie in Antwerpen kwam studeren. Na enkele maanden vertrok die echter alweer uit onvrede met het onderricht. Ze bleven echter bevriend en Corinth portretteerde hem meermaals.
Hij woonde in de Lange Leemstraat 309 in Antwerpen.

## Tentoonstellingen
- 1892, Gent, Driejaarlijks Salon
- 1905, Antwerpen, Galerie Buyle, 50ste Salon van Als ik Kan ("Ochtendzon")
- 1909, Gent, Salon 1909 ("Duiventil in de winter")
- 1911, Driejaarlijks Salon

## Musea
- Antwerpen, Kon. Museum voor Schone Kunsten : "In de bakkerij".